# ثنائي البويغ الرباعي
ثنائي البويغ الرباعي (الاسم العلمي: Bisporella tetraspora) هو نوع من الفطريات يتبع جنس الثنائي البويغ من الفصيلة المسمارية.